# 三沢ヘリコプター空輸隊
三沢ヘリコプター空輸隊（みさわへりこぷたーくうゆたい、JASDF Misawa Helicopter Airlift Squadron）は、航空自衛隊航空総隊航空救難団隷下のヘリコプター空輸部隊。CH-47J輸送ヘリコプターを運用する飛行隊として1989年（平成元年）に三沢基地で新編された。
主にレーダーサイト等への人員、物資輸送、いわゆる端末輸送任務を担っている。

## 概要
三沢ヘリコプター空輸隊は航空自衛隊2番目のヘリコプター空輸飛行隊として、1989年（平成元年）3月31日に、航空救難団隷下として青森県三沢基地で新編された。同年5月1日から特別便の運航を開始し、1990年（平成02年）4月13日から局地連絡便の運航を開始した。

## 沿革
- 1988年（昭和63年）4月25日 - 三沢基地にCH-47J準備室三沢現地班発足[2]。
- 1989年（平成元年）
  - 3月31日 - 航空救難団隷下として三沢ヘリコプター空輸隊新編[2]。
  - 4月1日 - 千歳基地に移動し、移動訓練開始[2]。
  - 5月1日 - 特別便運航開始[2]。
  - 8月26日 - 千歳基地での移動訓練終了。三沢基地へ帰還[2]。
- 1990年（平成02年）4月13日 - 局地連絡便運航開始[2]。
- 2011年（平成23年）3月11日 - 東日本大震災に伴う災害派遣において、航空自衛隊CH-47Jによる初のホイストによる要救助者の救出を実施[3]。

## 歴代運用機
- 輸送ヘリコプター
  - CH-47J（1989年〜）
  - CH-47J(LR)(1999年〜）